# 鼠坂 (東京都港区)

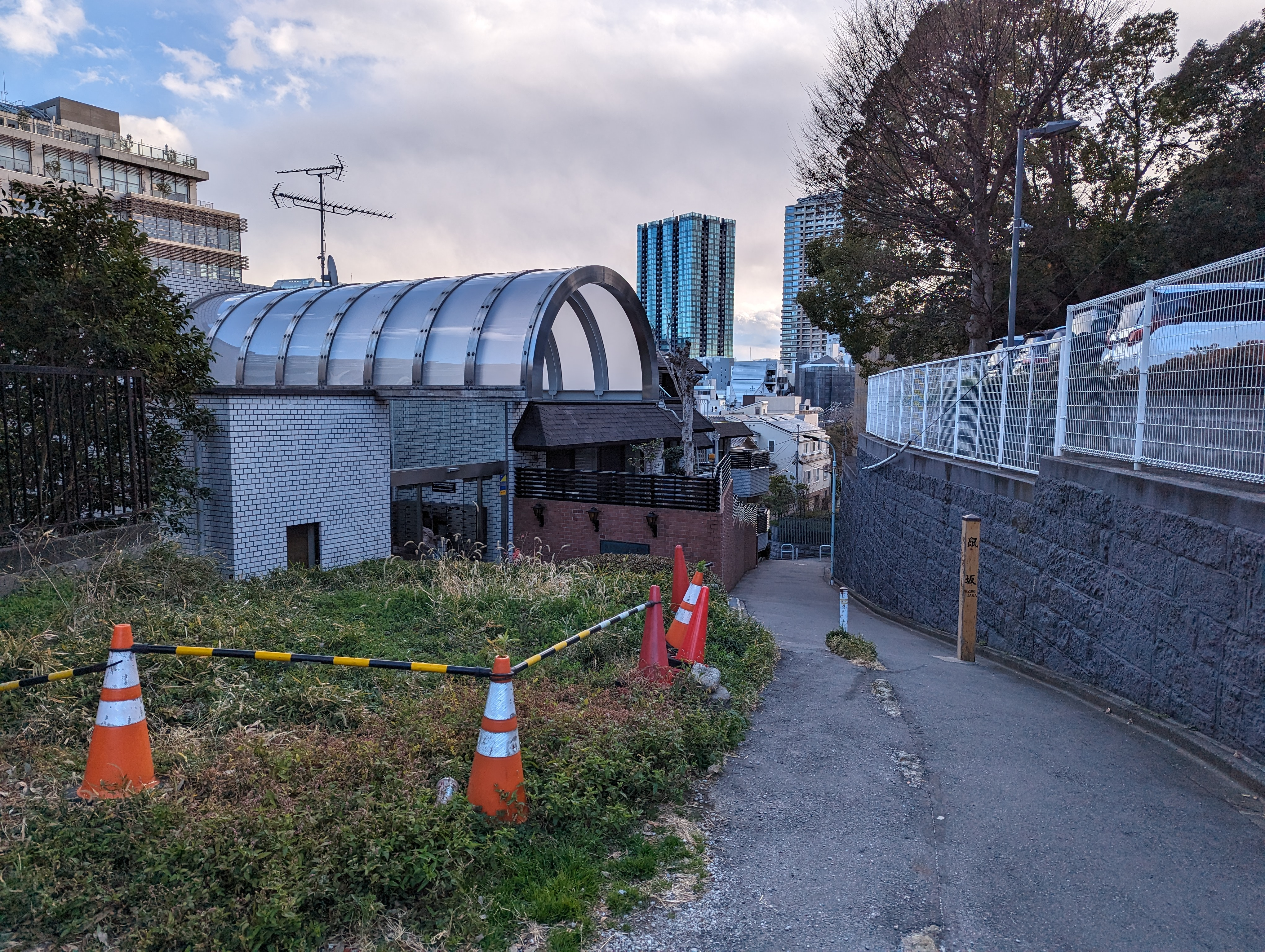
鼠坂の標柱がある細い坂道。南方向にシティタワー麻布十番（中央）とパークコート麻布十番ザ・タワー（右）が見える。

鼠坂（ねずみざか）は、東京都港区麻布永坂町と麻布狸穴町の境を北へ外苑東通りまで上る長い坂である。
この坂は、島崎藤村の短編小説『嵐』の舞台の一つとなっている。坂の名称はネズミしか通れない細長い坂が由来となっていたが、昭和50年代に拡幅工事が行われて狭さは解消されている。坂のうち頂上に近い部分は、「植木坂」「鼬坂（いたちざか）」とも呼ばれた。

## 周辺施設
- 飯倉公館
- 島崎藤村旧居跡